# اولاویر یوهانسون
اولاویر یوهانسون (ایسلندی: Ólafur Jóhannesson؛ ‏تلفظ ایسلندی: [ˈou:lavʏr]‏ ‏ ۱ مارس ۱۹۱۳ – ۲۰ مهٔ ۱۹۸۴) یک سیاست‌مدار اهل ایسلند بود.